# Liste der Bodendenkmale in Emtinghausen
In der Liste der Bodendenkmale in Emtinghausen sind die Bodendenkmale der niedersächsischen Gemeinde Emtinghausen aufgeführt. Die Quelle ist der Denkmalatlas Niedersachsen. 

Emtinghausen im Landkreis Verden

Der Stand der Liste ist der 8. Januar 2025.

## Allgemein
In den Spalten finden sich folgende Informationen des Bodendenkmales:
Lagegeographische Koordinaten
BezeichnungBezeichnung lt. Denkmalatlas
BeschreibungBeschreibung lt. Denkmalatlas
IDObjekt-ID
BildBild, ggf. zusätzlich mit Link zu weiteren Fotos im Medienarchiv Wikimedia Commons.

## Bahlum
| Lage                       | Bezeichnung    | Beschreibung | ID       | Bild |
| -------------------------- | -------------- | --- | -------- | ---- |
| 52° 55′ 40″ N, 8° 57′ 8″ O | Bahlum 4, Wurt | Ungefähr L-förmig, Fläche von 110 × 90 m und Höhe ca. 0,4 m. Modern überbaut. Frühe Erwähnungen in der Karte Kurhannoversche Landesaufnahme von 1771, Blatt 43, mit einem Gehöft dargestellt. Ersterwähnung 134? (Dorfchronik Emtinghausen und Bahlum 1260-2010 (2010), 58). Funde und Alter nicht bekannt. | 37664239 | BW   |

## Emtinghausen
| Lage                        | Bezeichnung           | Beschreibung | ID       | Bild |
| --------------------------- | --------------------- | --- | -------- | ---- |
| 52° 56′ 20″ N, 8° 59′ 28″ O | Emtinghausen 3, Deich | Länge 3,5 km teils auch unter der modernen Deichführung. Ein 1,3 km langes Teilstück im Norden abgetragen. In der Karte des Landes Braunschweig aus dem 18. Jh. verzeichnet. Setzte sich im Norden fort. Erhaltene Höhe maximal 2,0 m, Breite maximal 15 m. Archivalische Erwähnung oder das genaue Alter sind nicht bekannt. - Teilstück ID: 36879155 | 32602855 | BW   |
| 52° 56′ 46″ N, 8° 57′ 52″ O | Emtinghausen 4, Wurt  | Annähernd rechteckig, O-W Orientierung, Fläche 70 × 50 m und Höhe ca. 0,3 m. Modern überbaut. Frühe Erwähnungen in der Karte Kurhannoversche Landesaufnahme von 1771, Blatt 43, mit einem Gehöft dargestellt. Funde und Alter nicht bekannt. | 37659301 | BW   |